# Aristolochia malacophylla
Aristolochia malacophylla Standl. – gatunek rośliny z rodziny kokornakowatych (Aristolochiaceae Juss.). Występuje naturalnie w Hondurasie, Gwatemali oraz południowym Meksyku (w stanie Michoacán).

## Morfologia
PokrójKrzew o pnących, trwałych i owłosionych pędach.
LiścieMają podłużny lub eliptyczny kształt. Mają 8–14 cm długości oraz 4–7 cm szerokości. Nasada liścia ma grotowaty lub sercowaty kształt. Całobrzegie, ze spiczastym wierzchołkiem. Są owłosione od spodu. Ogonek liściowy jest owłosiony i ma długość 1,2–1,7 cm.
KwiatyZebrane są w gronach. Mają czerwono-purpurową barwę i 10 cm długości. Mają wygięty kształt.
OwoceTorebki są prawie zdrewniałe. Mają 5 cm.

## Biologia i ekologia
Rośnie w wiecznie zielonych lasach. Występuje na wysokości od 1500 do 1800 m n.p.m.